# D-Sturb
D-Sturb (bürgerlich Jorrit Popkema; * 27. Juni 1995 in Utrecht) ist ein niederländischer Hardstyle DJ und Musikproduzent. Er steht aktuell beim Label End Of Line Recordings unter Vertrag.

## Leben
Im Alter von vier Jahren begann Popkema, Violine zu spielen, mit elf Jahren begann er E-Gitarre zu spielen. Als er 16 Jahre alt war, entdeckte er die elektronische Musikproduktion am PC und fokussierte sich von nun an auf diese.
Er studierte an der Herman Brood Academie in Utrecht, einer berufsbildenden Schule mit Fokus auf Musikproduktion, welche auch von anderen bekannten DJs und Produzenten, wie beispielsweise Martin Garrix, Sub Zero Project oder RVAGE, besucht wurde.
Am 3. August 2012 veröffentlichte er seine erste Single System Overload auf dem kanadischen Label Dancetraxx Records. Es folgten einige weitere Releases auf diesem Label, ehe er 2015 beim schottischen Label Gearbox Digital unterschrieb, womit ihm ein großer Schritt in der Hardstyle-Szene gelang.
2015 gründete er gemeinsam mit Ralph Niemeyer, den er während seines Studiums kennenlernte, das Big-Room Projekt Pitchback. Gemeinsam konnten sie einige Hits landen, welche sogar von einigen Größen der EDM-Szene wie etwa Blasterjaxx, Ummet Ozcan oder Hardwell in deren Live-Sets gespielt wurden. Anfang 2017 entschloss Popkema sich jedoch, das Projekt zu verlassen, um sich wieder auf Hardstyle zu konzentrieren.
Den endgültigen Durchbruch hatte er, als er sich im Juli 2016 dem niederländischen Label End Of Line Recordings anschloss und im Dezember 2016 gemeinsam mit Radical Redemption den Track Kill Me auf dessen Label Minus Is More veröffentlichte.
Er trat auf wichtigen Events der Hardstyle-Szene, darunter das Defqon.1-Festival und Qlimax.
2020 brachte er ein Schulungsvideo heraus, in dem er zeigt, wie er seine Single World Out There produzierte, und das weitere Tipps und Tricks für angehende Produzenten enthält.

## Diskografie

### Alben
2019 
- Synchronised (mit Warface)

2023
- Welcome To My Playground

2024
- Through My Veins

### EPs
2018 
- On Your Mark

2019 
- The Next Level EP

### Singles
2012 
- System Overload
- Voodoo
- Sunset
- Frustration

 2013 
- Predator / Stay Here
- Deceptive
- Relive

 2015 
- Trippin' / Unbeatable
- Suffer / Get Down
- Anxious
- Until It's Gone

 2016 
- Before The Start
- F#ckin' Up The System (mit Asa)
- Ready To Roll
- Indicator
- Focus (mit Warface, ft. Kim Leyers)
- Kill Me (mit Radical Redemption)

 2017 
- Pull The Killswitch (mit Warface, ft. Emese)
- Ancient
- Marked For Death
- Wild Child (Free Festival Anthem 2017) (mit Nolz)
- Legacy (ft. Emese)
- High Power
- I'm Back (mit Killshot)
- Open Your Eyes (mit Warface)
- Conflict Override (Official Shockerz 2017 Anthem) (ft. Nolz)

 2018 
- Ain't Changing Me (mit Requiem)
- The Aftermath (mit Digital Punk und Nolz)
- Drop 'Em Down (mit Malice)
- Losing Myself
- Drown (mit Warface)
- Aiming For The Top (Official Supremacy 2018 Anthem) (mit Nolz)
- Danger Zone (mit Radical Redemption)
- Take What Is Mine (mit Devin Wild ft. MC DL)
- Nothing Like The Oldschool (mit Sefa)
- Testarossa (mit Radical Redemption)
- Once Again (mit E-Force)

 2019 
- Universe (mit High Voltage)
- Heroes Of The Night (Official Intents Festival 2019 Anthem) (mit Sub Zero Project)
- Strive For Domination (mit Warface und Delete, ft. Artifact, Killshot, Carola)
- The Ultimate (mit Emese)
- Anything (mit Da Tweekaz)
- Synchronised (Official Live For This 2019 Anthem) (mit Warface, ft. Carola)

 2020 
- Feel It! (mit D-Block & S-te-Fan)
- I Am Rebirth (Official Rebirth Festival 2020 Anthem) (mit Villain, ft. LePrince)
- The Last Man Standing (feat. Nolz)
- World Out There
- Hold On (mit Sogma und E-Life)
- Embracing The Madness (mit Sound Rush)
- Strongest Formation (mit Warface und E-Force, ft. Delete, Killshot, Bloodlust, Artifact, Carola)
- Guts To Dance

 2021 
- Dance With The Devil (mit Ran-D)
- Partystarter
- Fire & Blood
- Wanna Stay
- Midnight Paradise (mit Warface)
- Dome of Drums (mit Radical Redemption)

 2022 
- Vault Hunter (mit Nolz)
- Break Free (The Official Decibel Outdoor 2022 Anthem) (mit Atilax)
- Step Your Game Up
- Dope Sh!t (mit Miss K8)
- Unite (mit E-Force)
- Open Up Your Heart (mit Vertile)

 2023 
- Magnetism (mit Act of Rage und Nolz)
- Impact (Playground 01 OST)
- Reflections
- Flow (Playground 02 OST)
- Making History (mit Warface, E-Force, Artifact, Killshot und Bloodlust)
- Disruption (Playground 03 OST)
- Story (Playground 04 OST)
- Come Alive (mit D-Block & S-te-Fan)
- Momentum (Playground 05 OST)
- Rockstars
- Limitless (Playground 06 OST)
- The Ultimate - Playground Edit

### Remixe
2016 
- Warface & Frequencerz - Menace

 2017 
- Crypsis - For Your Mind

 2019 
- D-Block & S-te-Fan feat. Villain - Sound Of Thunder